# Guatlla pintada capnegra
La guatlla pintada capnegra (Turnix ocellatus) és una espècie d'ocell de la família dels turnícids (Turnicidae) que habita praderies de Luzon, a les Filipines.